# Philip Davis
Philip J. Davis (Lawrence (Massachusetts), 2 de janeiro de 1923 – 13 de março de 2018) foi um matemático e escritor estadunidense.
Davis obteve o doutorado em matemática na Universidade Harvard com a tese Uniqueness Classes for Sets of Linear Functionals, orientado por Ralph Boas (1950). Trabalho depois no National Institute of Standards and Technology, onde foi diretor da seção de matemática numérica e trabalhou na edição do Handbook of Mathematical Functions de Milton Abramowitz e Irene Stegun. Foi desde 1963 professor da Universidade Brown, onde foi professor emérito.
Tornou-se conhecido pelo seu livro "The mathematical experience" (1981) com Reuben Hersh, abordando temas filosóficos e históricos sobre a matemática (seguido por um livro similar, "Descartes Dream") e ganhou em 1983 o National Book Award. Seu livro "Methods of numerical integration" com Philip Rabinowitz é obra padrão sobre integração numérica.
Em 1963 foi laureado com o Prêmio Chauvenet. Foi colunista da SIAM-News. Em 1956 era Guggenheim Fellow. Em 1987 recebeu o Prêmio George Pólya, em 1990 o Prêmio Hedrick e em 1982 o Prêmio Lester R. Ford.

## Obras
- com Rabinowitz: Methods of numerical integration, Blaisdell 1967, Academic Press 1975, 1984
- Interpolation and approximation, Blaisdell 1963, Dover 1975
- The Schwarz Function and Circulant Matrices, MAA 1974, 1979
- The education of a mathematician 2000 (Autobiografia)
- Mathematical Encounters of the second kind, Birkhäuser 1996
- com Hersh: The mathematical experience, Houghton Mifflin e Birkhäuser 1981, Birkhäuser 1995 (introdução de Gian-Carlo Rota)
- com Hersh: Descartes Dream – the world according to mathematics, Harcourt, Brace, Jovanovich 1986, Houghton Mifflin 1987
- com David Park: No way - the nature of the impossible, Freeman 1987
- Spirals: From Theodorus to Chaos, A.K. Peters 1993
- Mathematics of matrices, Blaisdell 1965, Krieger 1984
- Circulant Matrices, Wiley 1979, 2ª edição Chelsea 1994
- The lore of large numbers, Random House 1961

Ficção:
- The Thread: a mathematical yarn, Harcourt, Brace, Jovanovich 1983, 1989
- Thomas Gray: Philosopher Cat, Boston, Harcourt, Brace, Jovanovich 1988
- Thomas Gray in Copenhagen - in which the philosopher cat meets the ghost of Hans Christian Andersen, Nova Iorque, Copernicus 1995